# Robson Conceição
Robson Conceição, född den 25 oktober 1988, är en brasiliansk boxare som vann guld i lättvikt vid Olympiska sommarspelen 2016. Därmed blev han den förste brasilianare någonsin som vunnit OS-guld i boxning.